# 松井鉄夫
松井 鉄夫（まつい てつお、1876年9月26日 - 1941年10月16日）は、日本の政治家。衆議院議員（1期）。

## 経歴
東京都出身。京都帝国大学法律科で学ぶ。台湾日日新聞記者となり、台湾旧慣調査会の事務に従事する。関東州民政署商工事務嘱託、南満州鉄道(株)社員を経て、大豆撒粕工場と満州耐火煉瓦工場を創立する。ほか、中華電気工業、旅順銀行、東亜証券商品信託各(株)重役、大阪帝国通信社、大日本興農各(株)取締役となる。
1920年の第14回衆議院議員総選挙において群馬2区から憲政会公認で立候補して当選する。衆議院議員を1期務め、1924年の第15回衆議院議員総選挙に立候補したが落選した。1941年に死去した。